# 阿尔贝特·巴赫曼
阿尔贝特·巴赫曼（德語：Albert Bachmann，1906年11月8日—1990年），瑞士男子竞技体操运动员。他曾获得1936年夏季奥运会体操比赛男子团体全能银牌和男子鞍马铜牌。他在该届奥运会所参加的其他个人小项当中排名最高的是男子个人全能及男子双杠的第十三名。